# Попов (Московский), Александр Павлович
Александр Павлович Попов (Московский) (1835, Москва — после 1889) — русский художник-пейзажист.

## Биография
Посещал в Москве Училище живописи и ваяния в 1851—1858, где среди его учителей был А. К. Саврасов и К. И. Рабус. В 1850 году стал вольнослушателем в петербургской Академии Художеств (1858—1865), занимался у С. М. Воробьева. Участник выставок с 1858. В 1865 году получил звание звание классного художника пейзажной живописи первой степени.

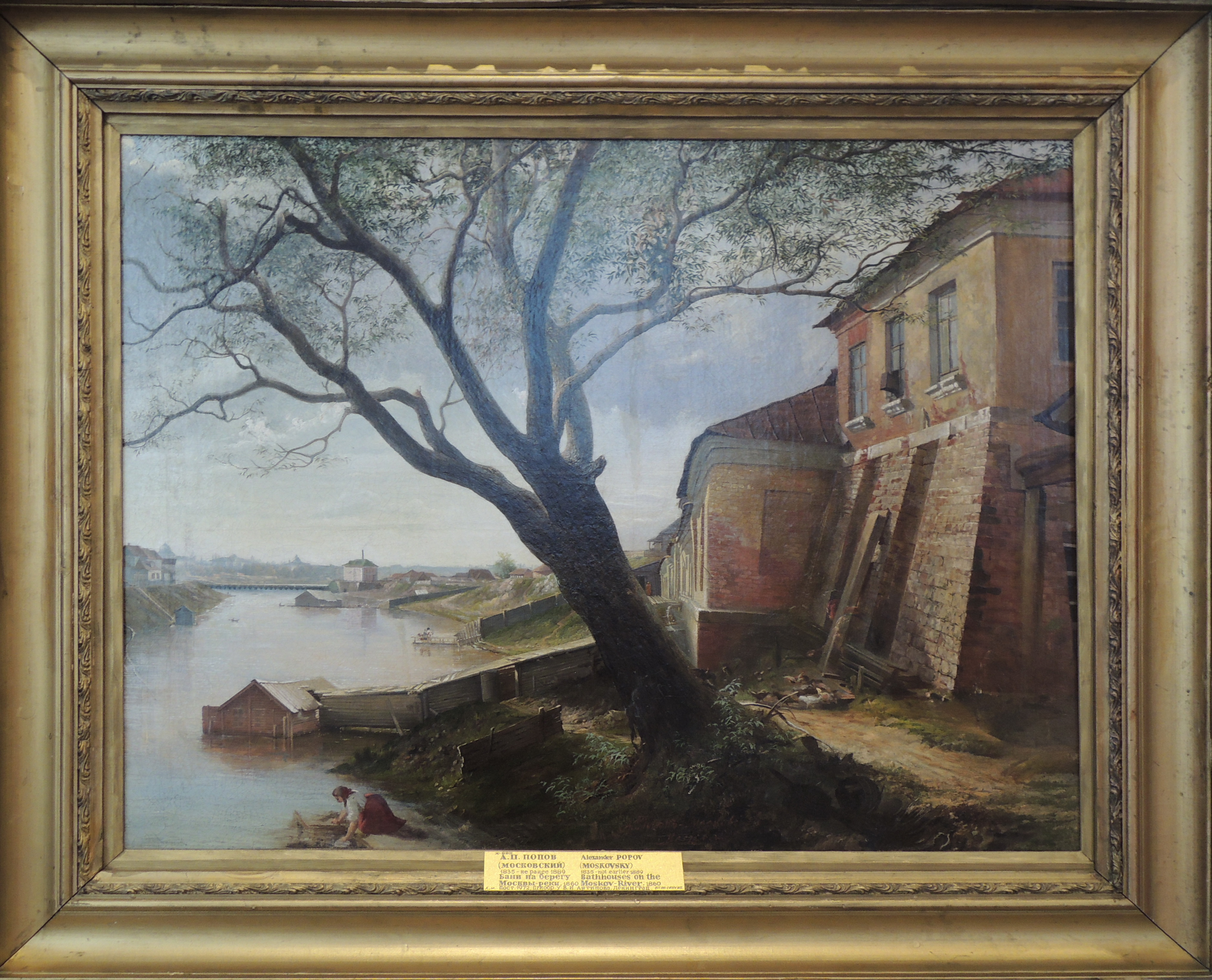
«Москва. Берег Яузы», 1860, ГРМ

Получил малую серебряную медаль в 1858 году за «Вид в Кунцеве», большую серебряную медаль в 1860 за пейзаж «Москва. Берег Яузы», малую золотую медаль в 1861 за два «Вида из окрестностей Москвы».
Жил в Москве, Петербурге, Ярославской губернии (с 1864 года) и городе Калязине Тверской губернии. Известно, что он преподавал чистописание и черчение в Суражском уездном училище Виленской губернии (с 1866).
Приблизительная дата смерти определяется по последней подписанной и датированной картине.